# Aernout Mik
Aernout Mik (nascut el 3 de juliol de 1962,  Groningen) és un artista neerlandès, conegut internacionalment per les seves instal·lacions i pel·lícules.
Ha realitzat diverses exposicions col·lectives i en solitari per tot el món en museus com el Museu d'Art Modern de Nova York, la Carlier Gerbauer, CA2M…

## Biografia
Mik va passar la seva infància a Groningen, on va estudiar entre 1983 i 1988 a l'Acadèmia Minerva. Va assistir a classes de Fie Werkman, qui fou un dels seus primers mestres. El 1995 la seva carrera es va encaminar cap al sector que el faria ser un referent artístic: el cine, el vídeo i la fotografia.
Va tenir la seva primera exposició individual el 2000 a l'espai Van Abbemuseum d'Eindhoven que portava el títol Primal gestures, minor roles.
L'obra anomenada Organic Escalator (Escala Orgànica) (2000) es troba a la Col·lecció d'Art de la Pinault Fondation.
El 2002 va inaugurar la seva primera individual a Espanya a l'Espai 13 de la Fundació Joan Miró, just després de presentar una altra exposició individual a l'Stedelijk Museum d'Amsterdam. A la seva instal·lació, dues projeccions, en una narrativa suspesa entre l'estàtica i l'acció, mostraven un paisatge urbà nocturn on apareixien animals i persones en diferents postures. La introducció d'uns quants animals mecànics incidia en la visió desconcertant de la realitat natural com un producte indistingible de la fabricada per l'home: una crítica clara a l'antropocentrisme.
Va representar els Països Baixos, comissariat per Maria hlavajova, el 2007 en la Biennal de Venècia, on ja hi havia exposat prèviament el 2001 amb la seva mostra Post-Nature, una exposició d'art holandès que va tenir lloc a Venècia.
Al 2012 es va presentar la seva exposició individual al CA2M de la Comunitat de Madrid, comissariada per Ferran Barenblit. Es van incloure quatre peces, Glutinosity (2001), Schoolyard (2009), Training Ground (2006), i Raw Footage (2006).
En l'actualitat, viu i treballa a Amsterdam.

## Obra
Aernout Mik crea situacions que reflecteixen el món actual, és una exploració sobre les persones contemporànies. Parteix del punt on la realitat es trenca i tot el que succeeix és inesperat i allà apareix l'espectador. Un espectador que forma part de l'obra, ja que sense la seva reflexió no hauria obra.
Mik tracta els conflictes socials i emocionals i no n'extreu conclusions clares. El que planteja són situacions incompletes que necessiten ser interpretades perquè cadascú extregui les seves conclusions clares.
A les creacions solen aparèixer grups de persones que realitzen una coreografia entre elles. Es tracta de figurants, actors i no actors. Aquesta acció grupal és la que ens fa recordar la vida social en comú i ens fa pensar en una solitud acompanyada.
Normalment, les seves obres, es desenvolupen en absolut silenci. Fet que aguditza tot allò que l'autor vol transmetre. Adesiara, Mik recorre al metratge apropiat.
L'artista es preocupa pel disseny arquitectònic on es presenten les seves obres, ja que allò que envolta l'obra forma part d'ella. Exposa les obres mitjançant la videoinstal·lació monocanal i també amb canal múltiple. Va participar per primera vegada en exposició col·lectiva el 1990 a Amsterdam al museu Fodor i onze anys més tard va exposar en solitari per primer cop al museu Garlier|Gebauer.

### Etapes
Dintre del vídeo de creació, Mik ha passat per etapes tot i que sempre s'ha mantingut fidel al seu estil. Podem dividir el seu treball en dos. Al principi la importància de les obres radicava en els moments de quietud per part de les persones i de tot el que els envolta davant d'una crisi.
El seu treball ha evolucionat de manera que, en les seves últimes obres, el que s'observa és una resposta social activa.
Així doncs, dintre del seu marc d'emocions i de cerca de resposta per part del públic davant de situacions socials concretes, ha passat de mostrar la part social passiva a mostrar la part més lúdica o activa.
A més a més, és en aquesta segona etapa on comença a utilitzar imatges d'arxiu barrejades amb els seus plans escenificats.

### Premis
| Premis                                             |
| -------------------------------------------------- |
| 2005 Shortlisted for Blue Orange Prize             |
| 2002 Heineken prize, Amsterdam                     |
| 1998 Sandbergprijs, Amsterdams Fonds voor de Kunst |
| 1993 Prize of Kunstverein Hannover, Hannover       |

## Context
Aernout Mik va néixer a la dècada dels anys 60 del segle xx, a l'inici del videoart. Després de tota la lluita per saber el que era art i el que no i de la rebel·lió contra els mitjans de comunicació com la televisió, Aernout Mik se situa en un moment en què la televisió acapara tota l'atenció i on el videoart té un lloc clar dintre del context cultural. Tot i això, Mik continua reflexionant sobre els mitjans com ho feien els iniciadors del moviment.
Actualment, la crisi de l'Euro que ataca a Europa és un context que entre d'altres, influencia la seva obra.